# Kazimierz Myrlak
Kazimierz Myrlak (ur. 4 grudnia 1938 w Wol Marcinkowskiej) – polski śpiewak operowy, tenor liryczny, ceniony szczególnie za doskonałą technikę koloraturową.

## Życiorys
Syn Jana i Stefanii z d. Kosińskiej. Pierwszym doświadczeniem wokalnym artysty był chór kościelny. Następnie w latach 60. zgłosił się i wygrał konkurs śpiewaków amatorów Echo Krakowa i Radio Kraków. Z tych konkursów wyszli znani polscy artyści: Wiesław Ochman, Alicja Pągowska, Jerzy Sypek.
Maturę zdał w 1956 w Liceum Pedagogicznym w Nowym Sączu, a następnie rozpoczął studia na Wydziale Wokalnym Państwowej Wyższej Szkole Muzycznej w Krakowie. Technikę wokalną studiował w klasie Anny Kaczmarowej i Włodzimierza Kaczmara (1893-1964), kontynuatora starowłoskiej techniki śpiewu.
Studia wokalne ukończył w 1964 tytułem magistra sztuki z wyróżnieniem. W 1965 był stypendystą rządu włoskiego. W latach 1962–1972 udzielał się jako solista Miejskiego Teatru Muzycznego w Krakowie, a następnie w latach 1972–1975 Opery Wrocławskiej, Warszawskiej Opery Kameralnej (1975–87) i Opery Wrocławskiej (1987–90).
W międzyczasie był wykładowcą (l. 1969–73), od 1970 z tytułem naukowym docenta kontraktowego na PWSM w Katowicach, w latach 1984–1987 starszym wykładowcą Akademii Muzycznej w Bydgoszczy, w okresie 1987–1995 starszym wykładowcą, a w latach 1995–2000 profesorem nadzwyczajnym Akademii Muzycznej we Wrocławiu. Śpiewał gościnnie na wszystkich pozostałych scenach operowych i estradach filharmonicznych w Polsce.
Od lat 70. związany z Akademią Muzyczną im. Karola Lipińskiego we Wrocławiu, gdzie prowadził klasę wokalną.
Potwierdzeniem jego umiejętności wokalnych były trzykrotne laury zdobywane podczas Międzynarodowych Konkursów Śpiewaczych w Monachium (1964), Tuluzie (1965) i Rio de Janeiro (1967) oraz udział w wielkich światowych festiwalach muzycznych, m.in. w Aix-en-Provence, Sant Maximin, La Chaise Dieu, Lille, Brighton, Cheltenham, New Port, Martina Franca, Taormina, Rzymie, Barcelonie, Stambule i Berlinie Zachodnim. Jego dokonania zostały uwiecznione na licznych płytach (opery i pieśni), nagraniach telewizyjnych spektakli operowych i dramatów liturgicznych, m.in. dla telewizji niemieckiej, francuskiej, włoskiej; transmisji radiowych spektakli. Odbywał też liczne podróże artystyczne po krajach Europy i USA, biorąc też udział w nagraniu opery „Favorita” G. Donizettiego w towarzystwie m.in. M. Bianca i G. Taddei. Do jego repertuaru zaliczało się 50 pierwszoplanowych partii operowych i ok. 60 oratoryjno-kantatowych, wiele cykli pieśni, śpiewanej muzyki, począwszy od chorału gregoriańskiego na muzyce współczesnej kończąc.

## Konkursy
- Zwycięzca 12. Międzynarodowego Konkursu Wokalnego w Tuluzie (1965)[4][5]

## Odznaczenia
- Złota Odznaka „Za Zasługi dla Warszawy”
- Srebrny Krzyż Zasługi
- Medal 40-lecia PRL
- Odznaka „Zasłużony Działacz Kultury”
- Laureat nagrody rektorskiej I i II stopnia Akademii Muzycznej we Wrocławiu

## Uczniowie
Do jego uczniów należą m.in. Bogdan Makal (bas-baryton, profesor, nauczyciel akademicki, pracownik i dziekan Wydziału Wokalnego Akademii Muzycznego im. K. Lipińskiego we Wrocławiu), Jan Ballarin (Dziekan i Profesor Wydziału Wokalno-Aktorskiego Akademii Muzycznej w Katowicach), Agnieszka Justyna Szumiło (sopran), Tadeusz Pszonka (tenor), Anna Wilczyńska (sopran), Izabela Strzelecka (mezzosopran), Witold Matulka.

## Repertuar
- Donizetti, Don Pasquale
- Donizetti, Napój miłosny
- Rossini, Il Signor Bruschino